# 第64回全国高等学校ラグビーフットボール大会
第64回全国高等学校ラグビーフットボール大会は、1984年12月28日から1985年1月7日まで近鉄花園ラグビー場にて行われた全国高等学校ラグビーフットボール大会である。優勝は秋田県の秋田工業高校。（14回目）

## 概要
- 今大会からシード制が毎年現在に至るまで導入されている。（2014年現在）

## 日程
- 12月28日 1回戦
- 12月30日 2回戦
- 1月1日 3回戦
- 1月3日 準々決勝
- 1月5日 準決勝
- 1月7日 決勝

## 出場校
※マークはシード校
北海道・東北
- 北北海道 北見北斗（3年連続19回目）
- 南北海道 函館有斗（2年連続3回目）
- 青森県 三本木農（2年ぶり2回目）
- 岩手県 黒沢尻工（8年連続16回目）
- 宮城県 石巻（5年ぶり2回目）
- 秋田県 秋田工（8年連続45回目）※
- 福島県 磐城（5年連続5回目）

関東
- 茨城県 日立一（2年ぶり5回目）
- 栃木県 佐野（5年連続6回目）※
- 群馬県 高崎（2年ぶり7回目）
- 埼玉県 熊谷工（2年連続16回目）※
- 千葉県 千葉北（初出場）
- 東京都第1 国学院久我山（4年連続14回目）※
- 東京都第2 大東大一（4年ぶり5回目）※
- 神奈川県 相模台工（2年ぶり6回目）※
- 山梨県 日川（7年連続16回目）※

北信越・東海
- 新潟県 新潟工（2年連続18回目）
- 長野県 岡谷工（初出場）
- 富山県 砺波（33年ぶり2回目）
- 石川県 金沢松陵工（17年ぶり2回目）
- 福井県 若狭農林（3年連続8回目）
- 静岡県 清水南（2年ぶり12回目）
- 愛知県 西陵商（3年ぶり18回目）※
- 岐阜県 岐阜工（2年ぶり11回目）
- 三重県 志摩（4年ぶり2回目）

近畿
- 滋賀県 八幡工（2年ぶり4回目）
- 京都府 同志社（17年ぶり23回目）※
- 大阪府第1 興國（2年連続9回目）※
- 大阪府第2 淀川工（16年ぶり9回目）
- 大阪府第3 阪南（2年連続2度目）※
- 兵庫県 報徳学園（3年連続16回目）
- 奈良県 天理（11年連続41回目）※
- 和歌山県 和歌山工（4年ぶり4回目）

中国
- 島根県 出雲（4年ぶり2回目）
- 岡山県 津山工（4年ぶり5回目）
- 広島県 広島工（4年連続17回目）※
- 山口県 大津（3年連続5回目）

四国
- 徳島県 城南（3年ぶり4回目）
- 香川県 坂出工（2年ぶり4回目）
- 愛媛県 新田（7年連続25回目）※

九州
- 福岡県 東福岡（初出場）
- 佐賀県 佐賀工（3年連続13回目）
- 長崎県 大村工（19年ぶり2回目）
- 熊本県 氷川（初出場）
- 大分県 大分舞鶴（7年連続24回目）※
- 宮崎県 高鍋（4年連続7回目）※
- 鹿児島県 鹿児島実（初出場）
- 沖縄県 コザ（3年連続3回目）

## 試合時間
1,2回戦は25分ハーフで行い、2回戦以降は30分ハーフで行う。同点で終了した場合は抽選にて次回出場校を決める。

## 試合

### 1回戦
- 高崎 17 - 8 和歌山工
- 北見北斗 43 - 0 坂出工
- 大村工 0 - 0 岐阜工
- 報徳学園 42 - 4 金沢松陵工
- コザ 15 - 0 石巻
- 清水南 13 - 0 若狭農林
- 佐賀工 34 - 0 三本木農
- 千葉北 18 - 0 出雲

- 八幡工 34 - 3 新潟工
- 淀川工 34 - 7 岡谷工
- 大津 12 - 10 黒沢尻工
- 函館有斗 8 - 4 東福岡
- 津山工 6 - 4 木本
- 磐城 16 - 0 氷川
- 日立一 30 - 3 城南
- 鹿児島実 36 - 16 砺波

### 2回戦
- 天理 16 - 3 高崎
- 相模台工 24 - 6 北見北斗
- 新田 18 - 4 大村工
- 報徳学園 16 - 4 国学院久我山
- 大分舞鶴 9 - 4 コザ
- 西陵商 19 - 3 清水南
- 高鍋 16 - 6 佐賀工
- 日川 28 - 4 千葉北

- 秋田工 12 - 0 八幡工
- 淀川工 10 - 10 阪南
- 大東大一 17 - 15 大津
- 興國 20 - 0 函館有斗
- 熊谷工 56 - 3 津山工
- 広島工 19 - 6 磐城
- 佐野 19 - 0 日立一
- 同志社 34 - 0 鹿児島実

### 3回戦
- 相模台工 12 - 9 天理
- 新田 29 - 12 報徳学園
- 大分舞鶴 15 - 12 西陵商
- 日川 32 - 9 高鍋

- 秋田工 32 - 6 淀川工
- 興國 17 - 7 大東大一
- 熊谷工 20 - 0 広島工
- 同志社 12 - 6 佐野

### 準々決勝
- 相模台工 29 - 3 新田
- 日川 14 - 3 大分舞鶴

- 秋田工 32 - 7 興國
- 熊谷工 10 - 4 同志社

### 準決勝
- 相模台工 10 - 4 日川
- 秋田工 14 - 10 熊谷工

### 決勝
- 秋田工（16年ぶり14回目） 9 - 4 相模台工

## 関連試合

### 第8回高校東西対抗試合
- 大会で特に活躍した選手を選抜した上で東西に分かれて行ういわば高校ラグビー版オールスターゲームである。

東軍監督森喜雄、西軍監督今井國雄、1985年1月15日 国立競技場 試合結果東軍 24-6 西軍